# Ami Yuasa
Ami Yuasa, també coneguda com a Yuasa Ami i B-girl Ami (Kawaguchi, Prefectura de Saitama, 11 de desembre de 2005) és una breakdancer japonesa i campiona de la prova de breaking als Jocs Olímpics d’estiu de 2024. És la guanyadora dels Mundials Red Bull BC One de 2018 i 2023 i del Campionat Mundial  WDSF de breaking de 2019 i 2022. És membre del Good Foot Crew.

## Trajectòria esportiva
Yuasa va començar a aprendre hip hop a l’escola amb la influència de la seva germana gran Ayu, i va començar a fer breakdance a primària.
L'abril de 2018, Yuasa va guanyar la final mundial B-Girl de Red Bull BC One celebrada a Zúric, Suïssa. Va ser la primera b-girl de la història en guanyar aquesta competició. El 2019, va guanyar el primer Campionat Mundial de Breaking WDSF celebrat a Nanquín, Xina. El setembre del mateix any, va guanyar el primer World Urban Championship, celebrat a Budapest, Hongria. El novembre de 2020 va guanyar el segon Campionat Japonès de Breaking a la divisió Open B-Girl.
El 2021, Yuasa va ser subcampiona al Campionat Mundial de Breaking WDSF celebrat a París, França. Va compartir el podi amb la seva germana gran, Ayu, que va quedar en tercera posició. El 2022 va participar als Jocs Mundials celebrats a Alabama, Estats Units d'Amèrica, en la categoria de dansa esportiva on va guanyar la medalla d'or a lla categoria B-Girls. L'octubre de 2022, va guanyar el Campionat Mundial de Breaking WDSF celebrat a Seül, Corea del Sud. Va ser la seva segona victòria després de l'edició de 2019.
Yuasa va representar el Japó als Jocs Olímpics d'Estiu de 2024, on va esdevenir la primera campiona olímpica de breaking, doncs aquest esport debutava a París en el programa olímpic.